# Cujo
Cujo è un romanzo horror del 1981 di Stephen King.
La storia ha la peculiarità di trattare l'insorgere della rabbia nel cane Cujo, talvolta dalla prospettiva dello stesso cane. È il primo romanzo di King ad essere tradotto in lingua italiana da Tullio Dobner, in seguito suo storico traduttore.
Il romanzo fu adattato da Don Carlos Dunaway e Lauren Currier per un film del 1983 con lo stesso titolo (regia di Lewis Teague).

## Trama
Il romanzo è ambientato quasi interamente nell'immaginaria città di Castle Rock, nel Maine(. Inizia con un riferimento a Frank Dodd, il vice sceriffo la cui violenza omicida è stata l'episodio centrale della prima parte di La zona morta. Resta il sospetto che Cujo sia appartenuto a Dodd. La caratteristica principale di questo libro è che, saltuariamente, il punto di vista proposto è quello del cane.
Cujo è un San Bernardo ed appartiene a Brett Camber, figlio del meccanico Joe Camber, che vive nella periferia di Castle Rock. Il cane viene descritto come docilissimo, di indole giocosa e amante dei bambini, al punto da farsi cavalcare dal piccolo Tad Trenton, figlio di Vic e di Donna Trenton (la famigliola protagonista della vicenda). Tuttavia in una soleggiata giornata di giugno del 1980, inseguendo un coniglio selvatico, Cujo si ritrova con la testa incastrata in una piccola caverna infestata dai pipistrelli, e da uno di questi viene morso, contraendo la rabbia. Da allora Cujo è vittima di una lenta e dolorosa trasformazione che si manifesta in lancinanti dolori concentrati principalmente nella regione cerebrale, e che gli causa terribili allucinazioni che lo portano a vedere tutti come nemici. Questo angosciante processo lo trasforma in un mostro aggressivo. Arriva ad attaccare ed uccidere Joe Camber ed il suo vicino Gary Pervier. 
I Trenton (Vic, Donna, e Tad di soli 4 anni) hanno problemi familiari quando Vic scopre che Donna, giovane moglie borghese le cui ambizioni sono frustrate dopo il trasferimento nell'anonima campagna del Maine, lo ha tradito con un amico comune, Steve Kemp. In mezzo a questa tensione, il lavoro di Vic va male, ed è costretto ad allontanarsi per un viaggio di lavoro nel Massachusetts.
Donna, a casa sola con Tad, porta la Ford Pinto di famiglia dai Camber per una riparazione. La macchina si rompe non appena raggiunge la fattoria. Joe è morto, Charity (la moglie) è in visita alla sorella Holly insieme a Brett: non c'è nessuno nella fattoria tranne Cujo. Il cane rabbioso assedia il piccolo Tad e sua madre che sono costretti a rimanere prigionieri all'interno della loro auto, con l'animale che cerca più volte di sfondare portiere e finestrini. Nel mentre, Kemp, respinto da Donna che voleva troncare il loro rapporto clandestino, attua la sua vendetta vandalica devastando la casa dei Trenton. 
Vic, preoccupato dell'assenza da casa della moglie e del figlio, chiama lo sceriffo della cittadina, che dispone un controllo: scoperto il vandalismo e la scomparsa di Donna e Tad, la polizia inizia a cercare loro e l'ex amante. Il mattino seguente, lo sceriffo si avvia alla fattoria dei Camber per quello che doveva essere un semplice e noioso controllo; vista la Pinto dei Trenton, con Donna ancora a bordo, invece di avvisare la centrale, scende incautamente dall'auto per venire brutalmente ucciso da Cujo. 
Dopo due giorni di isolamento Tad è in avanzato stato di disidratazione, oltre che sofferente di episodiche convulsioni, ed ormai delirante, così Donna decide di provare il tutto per tutto. Scende dall'auto e riesce a prendere una vecchia mazza da baseball abbandonata dal giovane Brett Camber davanti a casa: così fronteggia coraggiosamente Cujo, ormai allo stremo per lo stato avanzato della rabbia e per le ferite subite nei vari assalti. Al termine di una violentissima lotta, nonostante le terribili ferite riportate, Donna ha la meglio e riesce a uccidere il cane trapassandogli occhio e cervello con una scheggia della mazza; purtroppo in quegli stessi istanti il piccolo Tad muore. Vic Trenton, tornato a casa sua e non avendo più notizie dallo sceriffo, parte anche lui verso casa Camber: qui troverà sua moglie sopravvissuta, ma sarà lui ad accorgersi della morte del figlio. Donna, disperata, inizia ad infierire furiosa e impotente sulla carcassa di Cujo, massacrandola a colpi di mazza.
Nell'epilogo del romanzo, il cadavere di Cujo viene cremato e le sue ceneri buttate nell'immondizia. Al termine dell'epilogo, King giustifica Cujo, sostenendo che era malato e che non era consapevole di tutto il male causato. Donna e Vic Trenton tentano di ricostruire una vita assieme, nonostante tutto quello che è successo. Brett Camber e sua madre riescono a tenere la casa grazie ai soldi dell'assicurazione e al ricavato della vendita degli attrezzi meccanici di Joe. I due avranno un altro figlio in futuro, portandoli a superare le orribili esperienze vissute.

### Serpenti a sonagli
Nel racconto Serpenti a sonagli della raccolta You like it darker, King ha ripreso il personaggio di Vic Trenton che, settantenne, racconta come lui e Donna avessero, infine, divorziato per il dolore causato dalla morte di Tad. 
Qualche anno dopo, Vic e Donna si rincontrano e riallacciano la loro relazione, risposandosi. Tuttavia, Donna, malata di cancro, muore pochi anni dopo, assistita da Vic, che racconta come la moglie, in punto di morte, abbia parlato con una "presenza" che lui stesso, pur non avendola vista, riconosce, dalle parole di Donna, come l'anima di Tad, che tornerà, visibile anche a lui, ad aiutare il padre in un'avventura terribile.

## Personaggi
- George Bannerman - Sceriffo di Castle Rock. Morirà sbranato da Cujo mentre cerca di aiutare Donna e Tad.
- Joe Camber - Meccanico, è il proprietario di Cujo, sbranato dal cane.
- Steve Kemp - Amante di Donna e poeta.
- Donna Trenton - Madre di Tad. Sopravvive, pur gravemente ferita, alla tremenda lotta contro Cujo.
- Tad Trenton - Figlio di Donna e Vic, che muore per disidratazione e astenia nell'auto in cui era intrappolato con la madre, mentre quest'ultima riesce ad uccidere Cujo.
- Vic Trenton - Padre di Tad.
- Charity Camber - Moglie di Joe Camber, che cerca di sottrarre il figlio all'influenza deleteria del marito.
- Brett Camber - Figlio di Joe e Charity Camber.
- Cujo - È un grosso cane San Bernardo di cinque anni, inizialmente docile e giocherellone, ma che diviene idrofobo dopo essere stato morso da un pipistrello. Muore ucciso da Donna e le sue ceneri vengono buttate nella spazzatura. King insiste più volte sul fatto che forse il cane sia anche posseduto dallo spirito del serial killer Frank Dodd, uno dei personaggi de La zona morta.

## ISBN
- ISBN 0-606-02861-7 (prebound, 1981)
- ISBN 0-670-45193-2 (hardcover, 1981)
- ISBN 0-451-16135-1 (mass market paperback, 1982, ristampa)
- ISBN 970-05-0888-9 (hardcover, 1983)
- ISBN 0-8161-5667-0 (hardcover, 1993)

## Edizioni
- Stephen King, Cujo, traduzione di Tullio Dobner, collana Super bestseller, Sperling Paperback, 1992,  p. 376, ISBN 88-7824-235-7.